# Xie Chi
Der Xie Chi oder Xiechi-See (chinesisch 解池, englisch Xiechi Lake), der auch Yuncheng yanchi („Yuncheng-Salzsee“) genannt wird, oder früher Hedong yanchi („Hedong-Salzsee“), ist der größte See in Shanxi. Er ist ein Salzwassersee und Grabenbruchsee (Riftsee). Er liegt am nördlichen Fuß des Gebirges Zhongtiao Shan südlich von Yuncheng im Südwesten der chinesischen Provinz Shanxi. Der See ist für seine Salzproduktion berühmt, das sogenannte Xie-Salz (Xieyan). Sie hat eine sehr lange Geschichte.